# 布熱伊察文戈扎河
53°37′28″N 15°35′02″E / 53.6244°N 15.5839°E

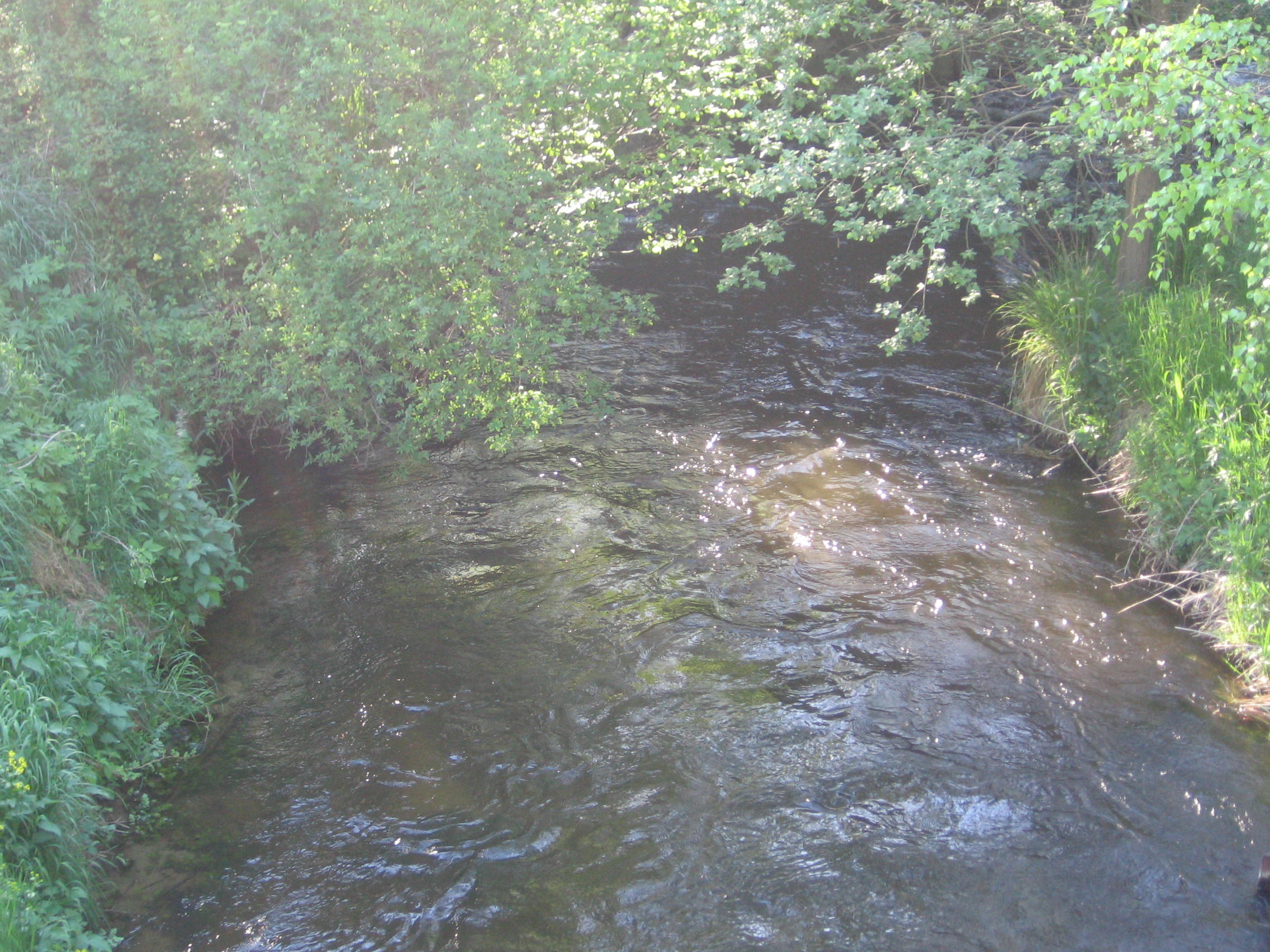

布熱伊察文戈扎河是波蘭的河流，位於該國西北部，處於西波美拉尼亞省，屬於雷斯卡文戈扎河的右支流，河道全長40公里，下游地區有梣樹和榿木。